# Kurt-Victor Selge

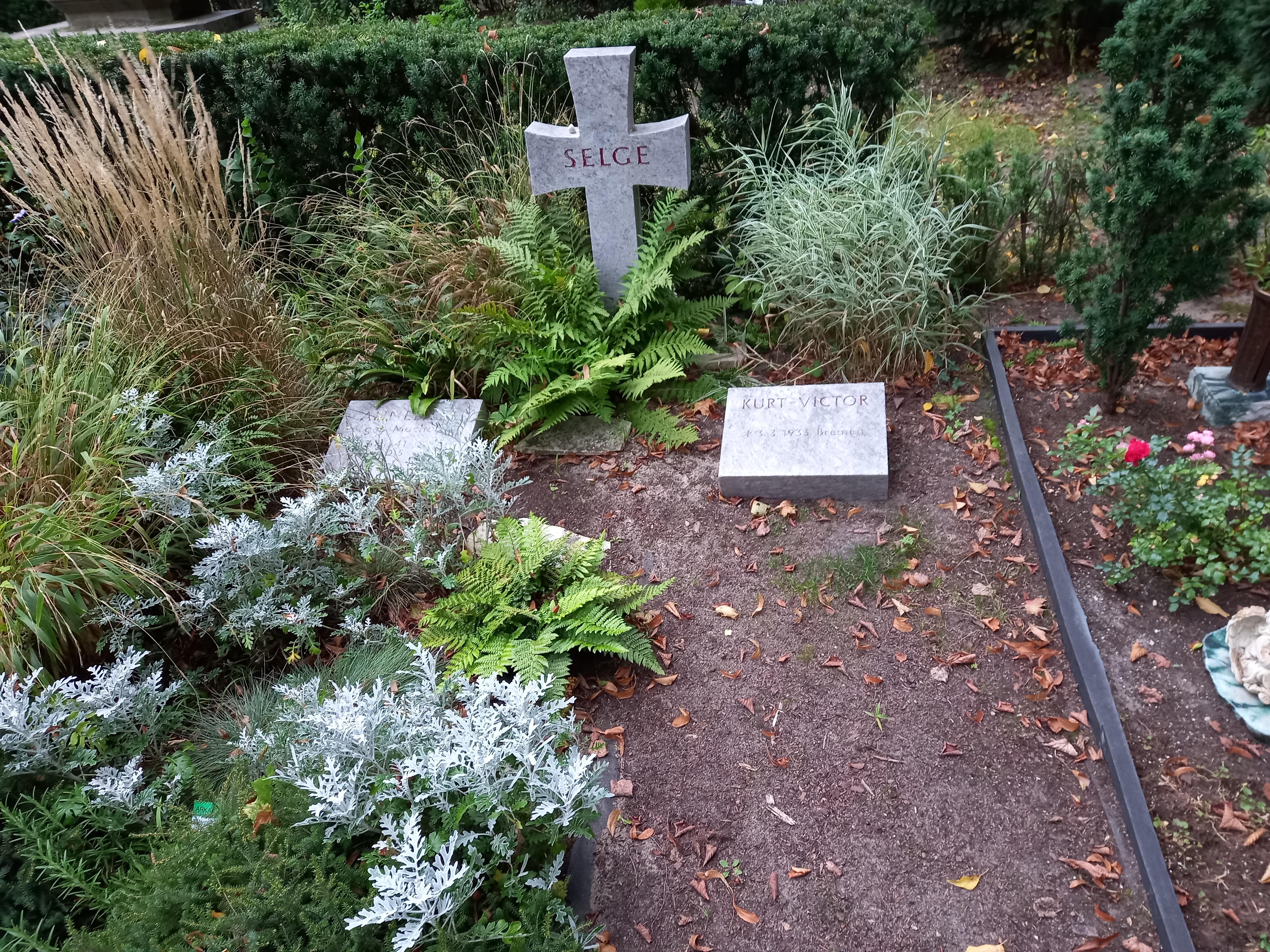
Das Grab von Kurt-Victor Selge und seiner Ehefrau Anneliese, geborene Macholz, auf dem Friedhof Grunewald in Berlin

Kurt-Victor Selge (* 3. März 1933 in Bremen; † 5. April 2022 in Berlin) war ein deutscher evangelischer Theologe und Kirchenhistoriker. Selge trat in der Fachwelt nicht nur als Franziskus- und Joachimforscher, sondern auch als Waldenser- und Schleiermacherforscher hervor.

## Leben
Kurt-Victor Selge wurde als Sohn eines Pastors in Bremen geboren. Bald darauf zog die Familie nach Hamburg. Das Abitur legte er am dortigen Friedrich-Ebert-Gymnasium ab. Er studierte Geschichte an der Universität Hamburg bei Hermann Aubin und Egmont Zechlin, Philosophie bei Josef König und Germanistik bei Adolf Beck. Ein Gastvortrag des Heidelberger Alttestamentlers Gerhard von Rad veranlasste ihn zum Wechsel an die Universität Heidelberg. Ab dem Wintersemester 1953/54 studierte er dort Evangelische Theologie. Er war ein akademischer Schüler von Hans von Campenhausen und Heinrich Bornkamm. Vor der Hannoverschen Landeskirche legte er das Erste Theologische Examen ab. Selge war 1958/59 ökumenischer Stipendiat in Rom (Waldenserfakultät). Der Romaufenthalt weckte sein Interesse an der mittelalterlichen Geschichte der römisch-katholischen Kirche.
Von 1957 bis 1961 arbeitete er an seiner von Campenhausen betreuten Dissertation über die Waldenser, mit der er 1961 in Heidelberg promoviert wurde. Ebenfalls 1961 war er Praktikant im Konfessionskundlichen Institut des Evangelischen Bundes in Bensheim. Dieses Institut gab in seiner Reihe Kirche und Konfession eine vom Waldenser Giovanni Miegge verfasste Studie zur Geschichte der Marienlehre heraus, die von Selge aus dem Italienischen ins Deutsche übersetzt worden war.
Von 1961 bis 1967 war er Assistent von Heinrich Bornkamm. Von 1967 bis 1969 hatte er ein Habilitationsstipendium der Deutschen Forschungsgemeinschaft. Die Habilitation erfolgte 1969 mit einem Thema aus der Frühgeschichte der Reformation (Normen der Christenheit im Streit um Ablaß und Kirchenautorität 1518–21). Seine Probevorlesung für die Venia Legendi für das Fach Kirchengeschichte hielt er am 19. Februar 1969 an der Universität Heidelberg über Franz von Assisi und die römische Kurie. Er war 1969 Universitätsdozent und 1973 zum außerplanmäßigen Professur in Heidelberg ernannt. Ebenfalls 1973/74 war er Gastdozent in Perth an der University of Western Australia. Selge wurde 1977 ordentlicher Professor für Kirchengeschichte an der Kirchlichen Hochschule Berlin. Im Zuge der Wiedervereinigung Deutschlands wurde diese mit der Theologischen Fakultät der Humboldt-Universität zu Berlin zusammengeführt. Dort lehrte er bis zu seiner Emeritierung im Jahr 2001. Selge wurde 1993 Gründungsmitglied der Berlin-Brandenburgischen Akademie der Wissenschaften (Geisteswissenschaften). Er war Mitglied und von 2005 bis 2017 Erster Vorsitzender der Wilhelm-Furtwängler-Gesellschaft.
Er war mit Anneliese Macholz (1941–2015) verheiratet. Das Ehepaar hatte zwei Söhne, darunter den Schriftsteller Albrecht Selge. Kurt-Victor Selge starb am 5. April 2022 im Alter von 89 Jahren in Berlin. Sie wurden auf dem Friedhof Grunewald beigesetzt.

## Forschungsschwerpunkte
In seiner Dissertation interpretierte er (Bd. 1) und edierte (Bd. 2) mit dem Liber antiheresis des Durandus von Osca eine neue Großquelle zur waldensischen Frühgeschichte, um daraus Rückschlüsse auf „Konzeption“ und „Antrieb“ der „ersten Waldensergeneration“ zu erhalten. Das „genuine Waldensertum“ sei nicht als Armutsbewegung, sondern als Predigerbewegung zu verstehen. Erweckungs- und Bußpredigt statt der Armut sei die eigentliche „Idee der waldensischen Bewegung“. Das apostolische Leben in Armut sei dagegen nur die „Lebensform, die diesen Dienst in voller Hingabe ermöglicht“. Für Herbert Grundmann war die starre Haltung, entweder Armuts- oder Predigtbewegung, eine „gequälte Alternative“. Selges Studie wurde grundlegend für die frühe Geschichte der Waldenser. Mit Alexander Patschovsky stellte er eine Auswahl der Quellen zur Geschichte der Waldenser zusammen. Er legte 1982 eine Einführung in das Studium der Kirchengeschichte vor.
Er veröffentlichte in den sechziger und siebziger Jahren zahlreiche Arbeiten über Franz von Assisi. Eingehend schilderte er die Beziehung und Entwicklung der Beziehung von Franz zur römischen Kurie, insbesondere zu den beiden Kardinälen Johannes von St. Paul und Hugolino von Ostia. Seine Forschungen führten für Hugolino von Ostia zu einer günstigeren Beurteilung als es noch in der älteren Franziskusforschung der Fall war. Beim 9. internationalen Kongress für franziskanische Studien im Oktober 1981 in Assisi ging er dem protestantischen Franziskusbild im 16. Jahrhundert nach. Er wies darin nach, dass sich nach der Neuentdeckung des Liber Confirmitatum durch Erasmus Alber im Jahr 1542 die Beurteilung des Franziskus zum Negativen umkehrte und er nicht mehr zu den Wahrheitszeugen des Evangeliums gezählt wurde. Zwischen 1986 und 1998 verfasste er acht Lexikonartikel zum Mönchtum.
Selge war von 1979 bis 2008 Leiter der Berliner Schleiermacherforschungsstelle, die seit 1979 die Edition der Briefe Friedrich Schleiermachers bearbeitet. Der „Internationale Schleiermacher-Kongreß“ anlässlich der 150. Wiederkehr von Schleiermachers Todestag wurde ein erster Höhepunkt der neuen Schleiermacherforschung. Den daraus resultierenden Sammelband in zwei Bänden gab Selge heraus. Er wurde Mitherausgeber der „Kritischen Gesamtausgabe“ sowie des „Schleiermacher-Archivs“, einem begleitenden Publikationsorgan für die seit 1980 erscheinende Gesamtausgabe der Werke Friedrich Schleiermachers. Ein weiterer Schwerpunkt war die Geschichte der Theologie in Berlin. Seit den späten siebziger Jahren hat Selge dem ersten Berliner evangelischen Kirchenhistoriker August Neander mehrere Arbeiten gewidmet.
Selge arbeitete ab den 1980er Jahren intensiv an den Werken des Kalabreserabts Joachim von Fiore. In einem Rückblick auf die bisherige Joachimforschung referierte er beim 2. internationalen Joachimkongreß im September 1984 in San Giovanni in Fiore über die Forschungsgeschichte seit Herbert Grundmann. Mehrere Beiträge galten der handschriftlichen Überlieferung seiner Werke. Er war ab 1995 Herausgeber an der kritischen Gesamtausgabe (Opera omnia) beteiligt. Selge entdeckte im Generalarchiv der Karmeliter in Rom eine weitere Handschrift zum Traktat De ultimis tribulationibus. Die Neuentdeckung der Handschrift und die ihm unzuverlässig erscheinende Edition des amerikanischen Gelehrten Emmett Randolph Daniel aus dem Jahr 1980 veranlassten ihn, eine neue Edition des Traktates vorzulegen. Für bessere textliche Grundlagen des Kommentars Joachims von Fiore zur Johannesapokalypse edierte er seinen zweiten einführenden Traktat, der in den Handschriften keinen einheitlichen Titel trägt. Im Jahr 2009 erschien von ihm die kritische Edition des Psalterium decem cordarum, einem der Hauptwerke von Joachim. Mit Patschovsky veröffentlichte er 2020 den ersten Teil der Gesamtausgabe des Apokalypsen-Kommentars, der das umfangreichste Werk des Joachim von Fiore ist.

## Schriften (Auswahl)
Quelleneditionen
- mit Alexander Patschovsky: Joachim von Fiore, Expositio super Apocalypsim et opuscula adiacentia. Teil 1: Expositio super Bilibris tritici etc. (Apoc. 6, 6) — De septem sigillis — Praefatio super Apocalypsim — Enchiridion super Apocalypsim — Liber introductorius in Expositionem Apocalypsis (= Quellen zur Geistesgeschichte des Mittelalters. Band 31). Harrassowitz, Wiesbaden 2020, ISBN 978-3-447-11376-2.
- Joachim von Fiore: Psalterium decem cordarum (= Monumenta Germaniae Historica. Quellen zur Geistesgeschichte des Mittelalters. Band 20). Hahn, Hannover 2009, ISBN 978-3-7752-1020-1.
- Die ersten Waldenser. Mit Edition des Liber antiheresis des Durandus von Osca (= Arbeiten zur Kirchengeschichte. Band 37). De Gruyter, Berlin 1967, OCLC 1067292483 (zugleich Dissertation, Heidelberg 1961).
  - Band 1: Untersuchung und Darstellung;
  - Band 2: Der Liber antiheresis des Durandus von Osca.

Monographien
- Einführung in das Studium der Kirchengeschichte. Wissenschaftliche Buchgesellschaft, Darmstadt 1982, ISBN 3-534-05664-7.

Herausgeberschaften
- Internationaler Schleiermacher-Kongreß (= Schleiermacher-Archiv. Band 1). 2 Teilbände, De Gruyter, Berlin u. a. 1984, ISBN 978-3-11-010018-1.
- mit Alexander Patschovsky: Quellen zur Geschichte der Waldenser (= Texte zur Kirchen- und Theologiegeschichte. Band 18). Mohn, Gütersloh 1973, ISBN 3-579-04443-5.
- mit Andreas Arndt: Schleiermacher – Denker für die Zukunft des Christentums? De Gruyter, Berlin 2011, ISBN 978-3-11-024046-7.